# 서드 (컬링)
컬링에서 서드 (third), 다른 말로 바이스 (vice), 바이스스킵 (vice-skip)은 한 엔드의 두번째에서 마지막 차례의 스톤 (2차례)를 던지는 팀원을 가리킨다. 서드는 전략을 맡고 스킵이 스톤을 던지면 다른 팀원들로 하여금 스위핑을 지도한다. 또 리드와 세컨드가 던질 때에는 스스로 스위핑을 맡는다. 양팀의 서드는 각 엔드가 끝날 때마다 점수를 헤아려 기록하는 역할을 맡으며, 해머 (후공)를 맡을 팀이 누구인지와 무슨 색 스톤을 던질지를 이 서드가 정하는 경우가 대부분이다.
서드는 스킵이 던진 스톤을 하우스 내에 자리하도록 하는 역할을 맡기 때문에 수준높은 정확도, 특히 각 드로와 그밖의 정교한 샷을 수행하는 데 능숙해야 한다.

## 같이 보기
- 스킵 (컬링)
- 리드 (컬링)
- 세컨드 (컬링)